# Ljubotyn
Ljubotyn (ukrainisch Люботин; russisch Люботин Ljubotin) ist eine Stadt in der Ukraine mit etwa 20.000 Einwohnern (2020). Die Stadt ist ein Kurort und ein Eisenbahnknotenpunkt in der Oblast Charkiw.

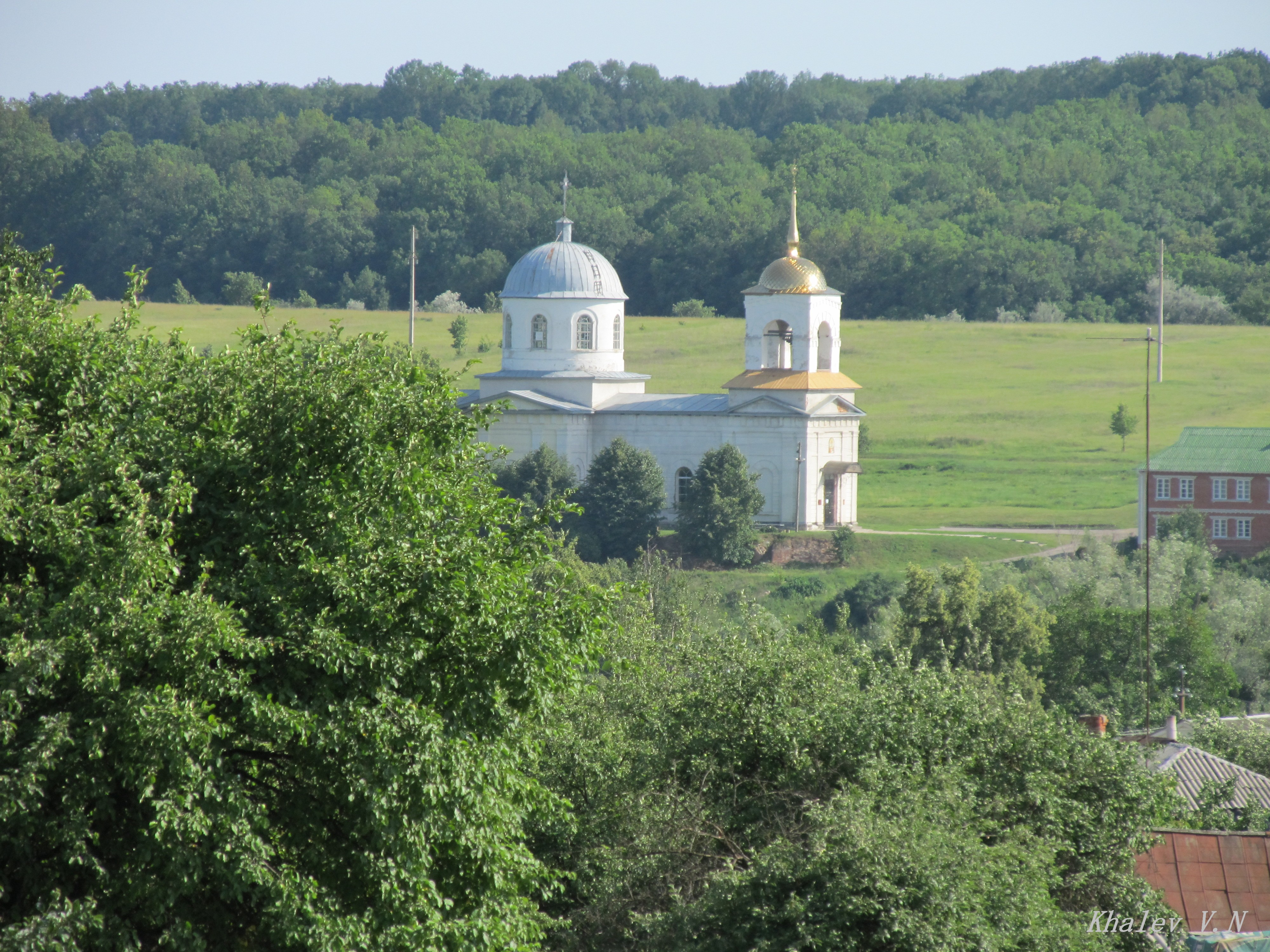
Denkmalgeschützte St.-Nikolaus-Kirche in Ljubotyn

## Geographie
Ljubotyn liegt am Fluss Ljubotynka (ukrainisch Люботинка), einem Nebenfluss der Udy, 24 km westlich des Oblastzentrums Charkiw. Im Norden der Stadt streift die Fernstraße M 03, eine Teilstrecke der Europastraße 40, das Stadtgebiet. An die Bahnstrecke Borschtschi–Charkiw der Odeska Salisnyzja ist Ljubotyn mit einem Bahnhof angeschlossen.

## Geschichte
Mitte der 1650er Jahre auf einer Flussinsel gegründet, erhielt Ljubotyn 1938 den Status einer Stadt und ist seit 1993 eine Stadt von regionaler Bedeutung.
Vom 20. Oktober 1941 bis zum 29. August 1943 war die Stadt von Truppen der Wehrmacht besetzt.

## Verwaltungsgliederung
Am 12. Juni 2020 wurde die Stadt zum Zentrum der neugegründeten Stadtgemeinde Ljubotyn (Люботинська міська громада/Ljubotynska miska hromada). Zu dieser zählen auch die Siedlung städtischen Typs Mantschenky sowie die 5 in der untenstehenden Tabelle aufgelistetenen Dörfer und die 8 Ansiedlungen Bajrak, Bartschany, Karawan, Kowalenky, Sanschary, Spartassy, Trawnewe und Udarne, bis dahin bildete die Stadt zusammen mit dem Dorf Smorodske sowie den Ansiedlungen Bajrak, Karawan und Kowalenky die gleichnamige Stadtratsgemeinde Ljubotyn (Люботинська міська рада/Ljubotynska miska rada) im Westen des Rajons Charkiw (aber kein Teil desselben, sondern der Oblast direkt unterstellt).
Am 17. Juli 2020 kam es im Zuge einer großen Rajonsreform zum Anschluss des Rajonsgebietes an den Rajon Charkiw.
Folgende Orte sind neben dem Hauptort Ljubotyn Teil der Gemeinde:
| Name                     | Name       | Name                     |
| ukrainisch transkribiert | ukrainisch | russisch                 |
| ------------------------ | ---------- | ------------------------ |
| Bajrak                   | Байрак     | Байрак (Bairak)          |
| Bartschany               | Барчани    | Барчаны                  |
| Horichowe                | Горіхове   | Орехово (Orechowo)       |
| Huryne                   | Гурине     | Гурино (Gurino)          |
| Karawan                  | Караван    | Караван                  |
| Kowalenky                | Коваленки  | Коваленки (Kowalenki)    |
| Mantschenky              | Манченки   | Манченки (Mantschenki)   |
| Myschtschenky            | Мищенки    | Мищенки (Mischtschenki)  |
| Nesterenky               | Нестеренки | Нестеренки (Nesterenki)  |
| Sanschary                | Санжари    | Санжары                  |
| Smorodske                | Смородське | Смородское (Smorodskoje) |
| Spartassy                | Спартаси   | Спартасы                 |
| Trawnewe                 | Травневе   | Травневое (Trawnewoje)   |
| Udarne                   | Ударне     | Ударное (Udarnoje)       |

## Söhne und Töchter der Stadt
- Fjodor Balawenski (1865–1943), Bildhauer und Kunstlehrer
- Wolodymyr Braschnyk (1924–1999), Stabhochspringer

## Bevölkerungsentwicklung
| 1923  | 1926  | 1939   | 1959   | 1970   | 1979   | 1989   | 2001   | 2010   | 2020   |
| ----- | ----- | ------ | ------ | ------ | ------ | ------ | ------ | ------ | ------ |
| 4.749 | 7.671 | 26.335 | 31.540 | 33.324 | 32.780 | 29.395 | 24.173 | 21.825 | 20.646 |

Quelle: 1923–2020;
1979–2020